# Décès en décembre 1987
Décès
- 1983
- 1984
- 1985
- 1986
- 1987
- 1988
- 1989
- 1990
- 1991

Pour une information complémentaire, voir la page d'aide.

| Date         | Nom                  | Activités                                                    | Âge | Source |
| ------------ | -------------------- | ------------------------------------------------------------ | --- | ------ |
| 1er décembre | Jean Avellaneda      | footballeur français devenu entraîneur                       | 72  |        |
| 2 décembre   | Donn Eisele          | astronaute américain                                         | 57  |        |
| 4 décembre   | Pericle Fazzini      | peintre et sculpteur italie                                  | 74  |        |
| 7 décembre   | Philippe Tesnière    | coureur cycliste français                                    | 32  |        |
| 8 décembre   | José Casanova        | footballeur international péruvien                           | 23  |        |
| 9 décembre   | François Gall        | peintre français                                             | 75  |        |
| 10 décembre  | Jascha Heifetz       | violoniste lituanie                                          | 86  |        |
| 14 décembre  | Copi                 | dessinateur de BD, auteur dramatique, écrivain argentin      | 48  |        |
| 15 décembre  | Herbert Theurillat   | peintre, graveur et dessinateur suisse                       | 91  |        |
| 17 décembre  | Warne Marsh          | saxophoniste de jazz américain                               | 60  |        |
| 17 décembre  | Marguerite Yourcenar | femme de lettres, première femme élue à l'Académie française | 84  |        |
| 19 décembre  | Jean Hamelin         | homme politique français                                     | 71  |        |
| 22 décembre  | Paule Marrot         | peintre française                                            | 85  |        |
| 25 décembre  | André Saint-Luc      | comédien français                                            | 86  |        |
| 25 décembre  | Manolo González      | matador espagnol                                             | 58  |        |
| 27 décembre  | Irène Zurkinden      | peintre suisse                                               | 78  |        |